# Astyanax mexicanus
Astyanax mexicanus es una especie de pez de la familia Characidae en el orden de los Characiformes.

## Morfología
Los machos pueden llegar alcanzar los 8 cm de longitud total.
Las hembras son de mayor tamaño, en edad adulta suelen alcanzar una longitud de 12 cm.
Morfológicamente, se puede distinguir dos poblaciones principales de Astyanax mexicanus: la población de superficie que presenta un aspecto similar al de peces que viven en la zona demersal, y la población cuyo hábitat natural son las cuevas sumergidas cercanas a la costa. Esta se diferencia de la de superficie en varios rasgos como la degeneración ocular, un aumento del tamaño corporal, la pérdida de la pigmentación, incremento en el número y tamaño de los neuromastos,  incremento del número de dientes maxilares, incremento del número de papilas gustativas y el número de células receptoras por papila. Todos estos rasgos responden a un fenotipo troglomórfico, es decir, fenotipo propios de animales cuyo hábitat se encuentran en zonas de oscuridad como cuevas o zonas abisales.

## Hábitat
Vive en zonas de clima subtropical  entre (36°N-24°N).Se puede encontrar poblaciones que habitan la zona demersal y poblaciones que habitan hasta un total de 29 cuevas en las costas del norestes de México.

## Alimentación
Come insectos, crustáceos y gusanos.

## Distribución geográfica
Se encuentran en Norteamérica: Estados Unidos (Texas y Nuevo México) y México.

## Costumbres
Realiza migraciones a lugares más cálidos durante el invierno. 
Las poblaciones de las cuevas difieren en algunos aspectos de su comportamiento frente a las poblaciones de superficie. Los más llamativos son un incremento en la atracción hacia las vibraciones, un aumento del sentido del gusto y del olfato, alteración de los hábitos de alimentación y pérdida de aptitudes de ataque.

## Modelo de investigación en laboratorio
Astyanax mexicanus está considerado en la comunidad científica uno de los modelos de investigación más interesantes y útiles para el estudio de la evolución y la función de numerosos genes.
Éste ofrece dos subpoblaciones que han evolucionado de manera dramáticamente distinta morfológica y etológicamente debido a que, aproximadamente hace 2-3 millones de años, la subpoblación de superficie fue capaz de colonizar múltiples hábitats de cueva al noreste de México, lo cual expuso a ésta a una presión evolutiva distinta a la de la población de superficie, que finalmente desemboca en el desarrollo de fenotipos troglomórficos.
De esta forma, este modelo permite investigar ciertas cuestiones como el proceso de adaptación de los organismos a nuevos ambientes, o las variaciones genéticas que subyacen a dichas adaptaciones.
Por otro lado, permite poner en práctica ciertas técnicas de genética molecular, como la microinyección de RNA mensajero para comprobar efectos alélicos en un embrión en desarrollo o la transgénesis basada en meganucleasas y transposasas. Además, al ser un modelo muy cercano al de Zebrafish, se pueden llevar a cabo técnicas complementarias.

## Evolución genética y poblacional
Las poblaciones de Astyanax mexicanus que habitan en diferentes cuevas convergen en una serie de rasgos troglomórficos. La falta de pigmentación y la degeneración ocular son los más conocidos. El estudio llevado a cabo por Bradic et al. de 11 poblaciones de cueva y 10 poblaciones de superficie trata de dilucidar los orígenes evolutivos de las formas de las cuevas, la estructura básica genética de los rasgos de ambas poblaciones y el grado en el que su migración de un entorno a otro afecta a su divergencia genética.
Las poblaciones de las cuevas presentan tamaños poblacionales mucho menores que las de superficie, lo que se relaciona con una disposición limitada de espacio y comida. Estas han recibido distintas migraciones provenientes de las poblaciones de superficie que presentan fenotipos intermedios entre ambas poblaciones (observar imagen), lo cual supone un límite del flujo de genes entre ambas poblaciones.
Así se concluye que el origen de las formas de las cuevas se produce tras repetitivas colonizaciones de cuevas por al menos dos stocks diferentes de formas de superficie, que finalmente convergen en los mismos fenotipos troglomórficos, sugiriendo una fuerte selección natural o sexual para los alelos responsables de dicho fenotipo en el ambiente de las cuevas.

## Estudio de genes candidatos para el desarrollo de los ojos
El genoma de Astyanax mexicanus de superficie y de cueva ha sido estudiado y analizado y se ha identificado muchos QTL que regulan numerosos aspectos morfológicos y etiológicos. Así Mcgaugh et al. procedieron a una identificación más precisa de genes candidatos de esas regiones responsables de la reducción casi total de los ojos en las poblaciones de los peces de las cuevas y de otros fenotipos derivados de ese hábitat.

### Secuenciación
La secuenciación del genoma se realizó con el material genético extraído de la primera generación de dos adultos salvajes provenientes de la cueva de Pachón, Tamaulipas, México. A pesar de que existe un total de 29 cuevas donde habita la especie, la de Pachón es la que presenta los fenotipos más radicales.
Usando la base de datos Ensembl y la secuenciación de los transcritos de RNA, se han predicho 23 042 genes codificantes para proteínas, de los cuales 16 480 tienen genes ortólogos directos con el pez Zebrafish.
Los análisis bioinformáticos CEGMA llevados a cabo, que realizan comparaciones con modelos evolutivos de genes conservados, confirman una representación génica del 95 % de los 248 núcleos de genes eucarióticos ultraconservados, y un 69 % de ellos se consideraron genes completos.
Sin embargo, la secuenciación el individuo de la cueva Pachón presentaba dos problemas. En primer lugar, utilizaron una técnica de secuenciación de lectura corta, lo que hacía que, pese a haber encontrado muchos genes e intervalos genómicos relevantes, se perdiese mucha información. Además, la ausencia de un genoma de un pez de la superficie hizo imposible la comparación entre ambos genomas. Por ello, posteriormente se secuenció un genoma de un individuo del Río Choy, en el Estado de San Luis Potosí, utilizando una técnica de secuenciación de lectura larga y permitiendo así hacer comparaciones entre individuos de ambas poblaciones.

### Identificación de genes candidatos bajo QTL
En el pez de la cueva, el desarrollo embrionario del ojo es muy similar al del pez de la superficie en cuanto a la forma de las vesículas y copas ópticas, aunque son de menor tamaño en el pez de la cueva, incluso a etapas muy tempranas, como 14 h.p.f (horas post-fertilización). La apoptosis de las células del cristalino comienza después de las 25 h.p.f  y las de la retina comienzan a las 35 h.p.f y persisten durante días e incluso semanas, lo que conlleva a una parada del desarrollo ocular.
Para realizar el estudio de los QTL para un carácter, es necesario realizar un cruzamiento de dos líneas parentales que difieran en uno o más caracteres cuantitativos y, posteriormente, analizar la segregación de la descendencia para relacionar cada QTL con un marcador genético conocido o un intervalo de marcadores. 2.048 genes de 23.042 fueron asociados a un QTL relacionado con la reducción del desarrollo ocular en el pez de la cueva.
Así, se procedió a examinar comparativamente, entre el pez de superficie y el de la cueva, la expresión de estos genes a partir de los niveles de RNA en los puntos de desarrollo de 10 h.p.f, 24 h.p.f, 1.5 d.p.f (días post fertilización) y 3 d.p.f. 
Se obtuvo una expresión diferencial para algunos genes ya reconocidos por ser importantes en el desarrollo del ojo:
- CRYAA, una proteína chaperona antiapoptótica cuya ausencia de expresión se había hipotetizado como un posible responsable de la degeneración.
- Los niveles de expresión de PITX3(codifica para un factor de transcripción) y RX3(gen homeótico de retinal) eran menores en el pez de la cueva que en el de superficie a 24 h.p.f y 3 d.p.f. Estudios de Knock Down de estos genes en Zebrafish demuestra que juegan un papel importante en el tamaño del ojo y su desarrollo.
- El gen OPO está involucrado en el desarrollo del ojo en el Pez Medaka. Se han observado muchos cambios codificantes en este gen en individuos de las cuevas, identificándolo como un posible responsable de la ausencia del ojo.
- El gen DUSP26 está involucrado en el desarrollo de la retina y del cristalino durante la embriogénesis. No hay cambios en los aminoácidos codificantes en el pez de las cuevas, pero sí que presentan una menor área de expresión.[9]
- A 3 d.p.f el gen OLFM2A presenta menores niveles en el pez de la cueva, y estudios de Knock Down para este gen en Zebrafish resultan en anormalidades en la morfología ocular y del tectum óptico.
- En todos los tiempos de estudio, se observa una reducción de la expresión del gen BCOR en el pez de la cueva con respecto al de superficie. Bcor es un gen regulador de otro gen a su vez, el BCL6, que está directamente relacionado con la regulación de la morfogénesis de las copas ópticas.[4]

### Búsqueda de genes con efectos pleiotrópicos
Se procedió a la búsqueda de genes pleiotrópicos que se relacionaran directamente con el desarrollo del ojo.
- SHISA2 es un inhibidor de la vía WNT y de la señalización del factor de crecimiento de los fibroblastos. Presenta mayor expresión en el pez de la cueva que en el de superficie en todos los puntos temporales de desarrollo estudiados. Este gen se expresa a través de toda la epidermis, en el epitelio olfatorio y, salvo en el pez de la cueva, en el cristalino, ya que no se detectaba.
- OTX2, un gen homeótico vital en el desarrollo de la cabeza y del cerebro, se encuentra muy poco expresado en el pez de la cueva a 48 h.p.f., especialmente en el cristalino, al igual que SHISA2.
- PROX1 regula muchos procesos, como la elongación y diferenciación de las fibras del cristalino y la salida del ciclo celular de los progenitores retinales. Los experimentos de Knock Down para este gen resultan en una disrupción específica de la expresión de la γ-cristalina y una subsecuente apoptosis de las fibras del cristalino. Así, el pez de la cueva, en los puntos 24 h.p.f, 1,5 d.p.f y 3d.p.f se observa una reducción de su expresión en el cristalino, consistente con un incremento de la apoptosis. En cambio, este gen está expresado en los neuromastos y en los receptores de las papilas gustativas, los cuales son más numerosos en el pez de la cueva que en el de superficie.[4]

### Genes candidatos asociados a otros fenotipos troglomórficos
- El gen MC1R es un conocido gen relacionado con la pigmentación, y este está mutado en el pez de la cueva de Pachón.
- El gen HTR2Aes el que codifica los receptores de serotonina, involucrado en el desarrollo del número de las papilas gustativas.[12]
- El gen DACT2 está involucrado en la regulación del número de dientes maxilares durante el desarrollo embrionario. Al ser inhibido, se produce una disminución del número de dientes en ratón.[12]
- El gen OCA2 (cromosoma 13) provoca albinismo en otros organismos como el Ser humano, Ratón o Pez cebra. Se han identificado deleciones en individuos de distintas cuevas como Pachón y Molino que provocan albinismo en estas poblaciones.[9]
- La Hipocretina es un neuropéptido hipotalámico que regula la vigilia en muchas especies animales. Su vía de señalización está sobreactivada en peces de las cuevas y se ha visto que señaliza a través de un único receptor, el HCRTR2. Este receptor sufre cambios en aminoácidos codificantes fundamentales para mantener una correcta estructura y función.

Estos genes se encuentra en la región QTL crítica en el que se encontraban el resto de genes estudiados, quedando evidente una relación directa de ellos con los genes responsables del fenotipo ocular.